# Маріуш Сюдек
Маріуш Сюдек (пол. Mariusz Siudek; народ. 29 квітня 1972 року, Освенцим, Польща) — польський фігурист, який виступав у парному катанні. У парі зі своєю дружиною Доротою Загурською (у шлюбі — Сюдек) він — 9-тиразовий чемпіон Польщі, дворазовий срібний і дворазовий бронзовий призер чемпионатів Європи, бронзовий призер чемпіонату світу 1999 року, призер етапів Гран-прі. Наразі — тренер і технічний спеціаліст ІСУ.

## Кар'єра
Фігурним катанням Маріуш почав займатись у 1978 році, парним катанням — у 1989 році. У 1995 році почав тренування з Доротою Загурською, з якою потім 9 разів вигравав чемпіонат Польщі. Їхнім тренером була Івона Мідларж-Хрушинська (Iwona Mydlarz-Chruścińska). Пара характеризувалась поєднанням потужного партнера і легкої партнерки, що дозволяло виконувати найскладніші підтримки — багатооборотні, на одній руці, з ризикованими спусками, в темпі, з неперевершеним балансом, що мало вирішальне значення під час потрапляння до числа призерів на чемпіонатах Європи і світу.
Маріуш і Дорота планували завершити кар'єру після олімпійського сезону 2005/07, але залишились у любительському спорті іще на рік, щоб виступити на домашньому чемпіонаті Європи 2007 року. Виступ видався вдалим — вони стали бронзовими призерами. Останнім стартом у кар'єрі пари став чемпіонат світу, на якому вони змушені були знятись зі змагань через травму Маріуша.
Після завершення любительської кар'єри Маріуш і Дорота, які були парою на лише на льоду, а й у житті, повернулись до Польщі з Канади, де протягом довгого часу тренувались. У рідній Польщі вони стали тренерами і технічними спеціалістами ІСУ. Серед їхніх учнів — Стейсі Кемп і Девід Кінг.
7 липня 2009 року у пари народився син Річард. Маріуш захоплюється фотографуванням та ІТ.